# Језик позитивне акције
Језик позитивне акције је изражавање сопствених захтева и очекивања у односу на себе и друге у афирмативној форми (нпр. ја волим, ја хоћу...).